# Мелашвили, Тамта
Тамта Мелашвили (груз. თამთა მელაშვილი; род. 1979, Амбролаури, Грузия) — грузинская писательница и активистка-феминистка.

## Биография
Тамта Мелашвили пишет о девочках-подростках во время войны – повесть «Считалка» (2014). Молодая писательница выбрала для произведения форму дневниковых записей, из которых читатель узнаёт о подростках Нинцо и Кнопке. Описаны тяготы жизни в селе во время войны: голод, разлагающиеся трупы, голодные младенцы, наркотрафик, пропажа детей. Одним из завершающих сюжетов, который дал название книги, стало описание гибели Кнопки, которая перебегала минное поле и, чтобы преодолеть страх, повторяла считалку.
Проживает в Тбилиси, Грузия, работает исследователем и преподавателем в Тбилисском государственном университете. Активистка-феминистка, работала в области гендерных исследований (Центрально-Европейский университет, Будапешт). Её короткие рассказы сначала появились в Интернете на литературных сайтах, а затем были включены в различные антологии художественной литературы. 
В 2010 году была опубликована дебютная работа Тамты Мелашвили «Считалка», которая быстро завоевала успех. Повесть была отмечена критиками как произведение «нового, очень характерного голоса» и получила высшую литературную премию Грузии «Саба» в 2011 году. В следующем году работа Мелашвили вышла за пределы Грузии и была номинирована в десятке лучших в премии 2012 года Die Besten Bűcher aus Unäbhangigen Verlagen в Германии, а затем получила Немецкую молодёжную литературную премию (2013). «Считалка» переведена на немецкий, хорватский, русский, албанский и английский языки.
Роман «Дрозд, дрозд, ежевика» (შაშვი, შაშვი, მაყვალი) получил Премию «Саба» за лучший роман 2021 год. В 2023 году вышла экранизация (режиссёр Элене Навериани). В августе фильм получил «Сердце Сараева» за лучший художественный фильм на Сараевском кинофестивале. За роль Этеро Эка Чавлеишвили также получила «Сердце Сараева» лучшей актрисе и номинирована на Премию Европейской киноакадемии лучшей актрисе.

## Публикации
- Тамта Мелашвили. Считалка = груз. გათვლა. — Самокат, 2015. — ISBN 978-5-91759-356-2. -  (2010) (также издавалась в журнале «Дружба народов» № 4 (2014), в переводе Александра Эбаноидзе)[7]; рецензия Анны Наринской (2015)[8]).

## Награды
- Приз комитета литературного конкурса «Церо» (Журавль)
- Немецкая молодежная литературная премия за книгу «Считалка» (совместно с переводчиком Натией Микеладзе-Бахсолиани)

## Постановки
- Спектакль «Считалка», «Боярские палаты», Москва (2019, режиссёр Женя Беркович)[9]. С 1 апреля 2022 года спектакль снят c представления по требованию Тамты Мелашвили в связи с вторжением России в Украину[10].

## Политическая позиция
В связи с позицией правительства Грузии по поводу вторжения России в Украину
подписала письмо с призывом к отставке премьер-министра Грузии.